# Demétrio Ribeiro
Demétrio Nunes Ribeiro (Alegrete, 4 de junio de 1853 - Río de Janeiro, 9 de diciembre de 1931) fue un educador, ingeniero, periodista y político brasileño. Fue el primer Ministro de Agricultura y de Transportes de la República del Brasil.

## Biografía
Licenciado en ingeniería por la Escuela Politécnica de Río de Janeiro y bachiller en física y matemáticas por la Escuela Central, regresó a Río Grande del Sur donde fue primero ayudante de ingeniero del telégrafo y luego ingeniero del ferrocarril entre Porto Alegre y Uruguaiana. También fue profesor en la Escuela Normal de Porto Alegre.
Partidario del positivismo, fue uno de los fundadores del Partido Republicano Riograndense.
Tuvo gran influencia en la organización de la República, donde fue elegido diputado federal y nombrado ministro poco después de su proclamación, el 7 de diciembre de 1889. No permaneció mucho tiempo como ministro, dimitiendo pronto tras tener un desacuerdo con el ministro de Hacienda, Rui Barbosa, el 31 de enero de 1890, volviendo a la Cámara de Diputados. Allí, como diputado federal en la constituyente de 1891, propuso la separación de la Iglesia del Estado y el decreto sobre fiestas y feriados nacionales.
Fue el responsable de la fundación del Lloyd Brasileiro, mediante la fusión de antiguas empresas subvencionadas. Debido a su experiencia como ingeniero, también ayudó a elaborar planes para unir líneas ferroviarias en varias regiones del país. Siguió siendo miembro de la asamblea federal constituyente, ejerciendo hasta el final de la primera legislatura de la república.
Fue director del periódico A Federação de 1890 a 1891 y director de la Iglesia Positivista de Brasil en los últimos años de su vida.